# Руда Железна
Руда Железна (пол. Ruda Żelazna) — село в Польщі, у гміні Томашів Томашівського повіту Люблінського воєводства.
Населення — 66 осіб (2011).

## Історія
Первісним населенням Руди Железної були русини, які компактно проживали на своїх історичних землях. 
У 1975—1998 роках село належало до Замойського воєводства.

## Демографія
Демографічна структура станом на 31 березня 2011 року:
|          | Загалом | Допрацездатний вік | Працездатний вік | Постпрацездатний вік |
| -------- | ------- | ------------------ | ---------------- | -------------------- |
| Чоловіки | 31      | 7                  | 19               | 5                    |
| Жінки    | 35      | 5                  | 20               | 10                   |
| Разом    | 66      | 12                 | 39               | 15                   |